# Параптероис
Параптероис (лат. Parapterois heterura) — вид лучепёрых рыб семейства скорпеновых.
Известны две изолированные популяции. Одна обитает в юго-западной части Индийского океана у берегов Южной Африки (Квазулу-Натал), другая — в западной части Тихого океана у берегов Японии.
Рыба достигает максимальной длины тела 38 см. Как и все крылатки, окраска тела имеет рисунок из красновато-беловатых полос и веерообразные, широкие расставленные грудные плавники с синими полосами. Тринадцать, не соединенных между собой плавниковой мембраной лучей первого спинного плавника, и два жёстких луча анального плавника снабжены ядовитыми железами. Второй спинной плавник имеет девять мягких лучей, анальный плавник — от семи до восьми. Колючки первого спинного плавника и внешних лучей хвостового плавника снабжены нитями.
Параптероисы живут обычно в защищённых бухтах над песчаным или илистым морским дном, но могут встречаться и до глубины 300 метров. В течение дня активные в сумерки рыбы укрываются, часто зарывшись в грунт. Как и другие крылатки, свою добычу рыбы при помощи больших грудных плавников загоняют в угол.